# Batalla de Mărășești

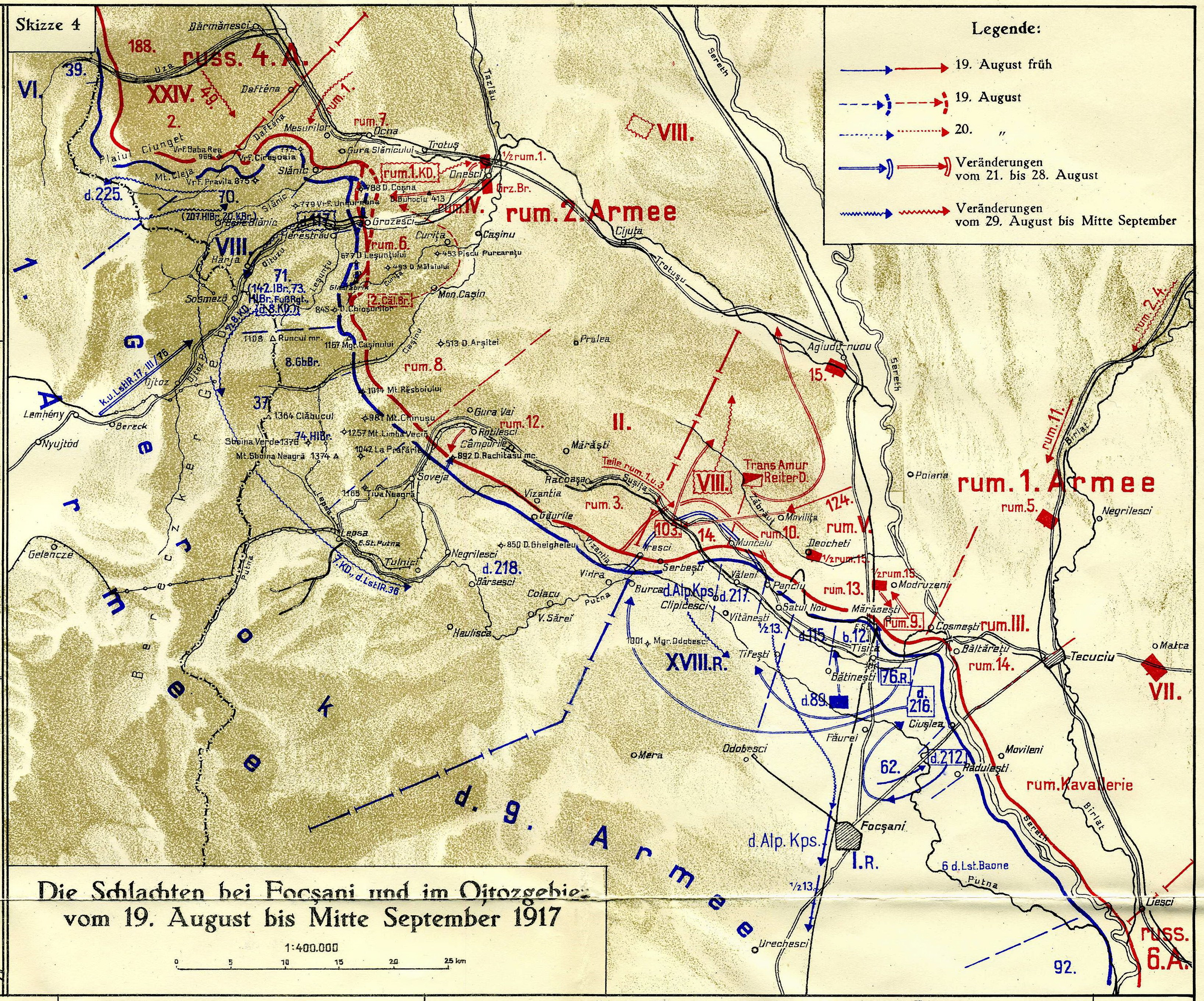
Mapa de las operaciones del frente moldavo en el verano de 1917. En la zona inferior derecha, los combates en torno a Mărășești. En la esquina superior izquierda, los disputados en el valle del Oituz.

La batalla de Mărăşeşti fue un combate que se libró en el frente rumano de la Primera Guerra Mundial, entre fuerzas rumanas y de los Imperios Centrales. Las divisiones rumanas, con cierto apoyo ruso, lograron detener la acometida de las alemanas en torno a Mărășești en agosto de 1917.

## Situación
El fin de la Ofensiva Kerenski el 25 de julio de 1917 y la retirada del 8.º Ejército ruso en Bucovina dejó desprotegido el flanco norte del frente rumano. Los rusos se habían retirado treinta kilómetros y permitido la ocupación de Czernowitz el 2 de agosto. Pese a ello, al día siguiente, el consejo real decidió no evacuar Moldavia.
Convencido de que los rusos no combatirían y que el Ejército rumano no supondría obstáculo alguno, el alto mando alemán decidió emprender una nueva ofensiva para liquidar el frente rumano y ocupar Moldavia. Las fuerzas alemanas, entre ellas el Cuerpo Alpino Bávaro traído expresamente para participar en la operación, debían liquidar la cabeza de puente rumana de Nămoloasa —al oeste del Seret— y marchar hacia el nudo ferroviario de Mărășești.

## Batalla
La operación comenzó el 6 de agosto, con ataques contra el desmoralizado 4.º Ejército ruso, que se retiró, pero destruyó antes el puente sobre el Seret. Al no poder cruzar el río por la destrucción del puente y por el bombardeo enemigo que impedía vadearlo, August von Mackensen decidió enviar a sus divisiones directamente contra Mărășești, defendida por el 1.er Ejército rumano. Siguió una semana de encarnizados combates en las que los rumanos trataron denodadamente de detener el avance alemán. Las unidades rusas, por su parte, combatían de forma incoherente: algunas atacaban y otras se retiraban sin combatir. Paulatinamente, tuvieron que ser sustituidas por otras rumanas, consideradas más fiables. Ante la pasividad del general ruso al mando del 4.º Ejército, Dmitri Shcherbachov, jefe del Estado Mayor del frente rumano, dio el mando de este al general rumano que asumió también el del 1.er Ejército rumano. La batalla se transformó en un combate de trincheras al estilo de los del frente occidental, con asaltos de infantería que comportaban copiosas bajas.
Entre el 15 y el 18 de agosto, el extremo calor, la carnicería sufrida por los dos bandos y el cansancio de los soldados redujeron los combates. El 19 se reanudaron las acometidas: los alemanes estuvieron a punto de hacerse con el centro de Mărăşeşti, pero los contraataques rumanos lo impidieron. Los ataques en el sector noroeste de la población también fueron repelidos. Falto de refuerzos, el mando alemán decidió suspender la ofensiva y se limitó a aprobar algunos ataques a principios de septiembre para obtener posiciones de más fácil defensa en torno a Mărăşeşti, que permaneció en poder de los rumanos.